# Suore di San Giuseppe Benedetto Cottolengo
Le suore di San Giuseppe Benedetto Cottolengo sono un istituto religioso femminile di diritto pontificio: i membri di questa congregazione, dette popolarmente cottolenghine, pospongono al loro nome la sigla S.S.G.C.
La congregazione è sorta il 20 giugno 1959 dall'unione, approvata dalla Santa Sede, delle dodici congregazioni femminili (sei dedite all'apostolato attivo, sei alla preghiera contemplativa) fondate da Giuseppe Benedetto Cottolengo (1786-1842) e dai suoi successori per il servizio presso la Piccola casa della Divina Provvidenza.

## Storia

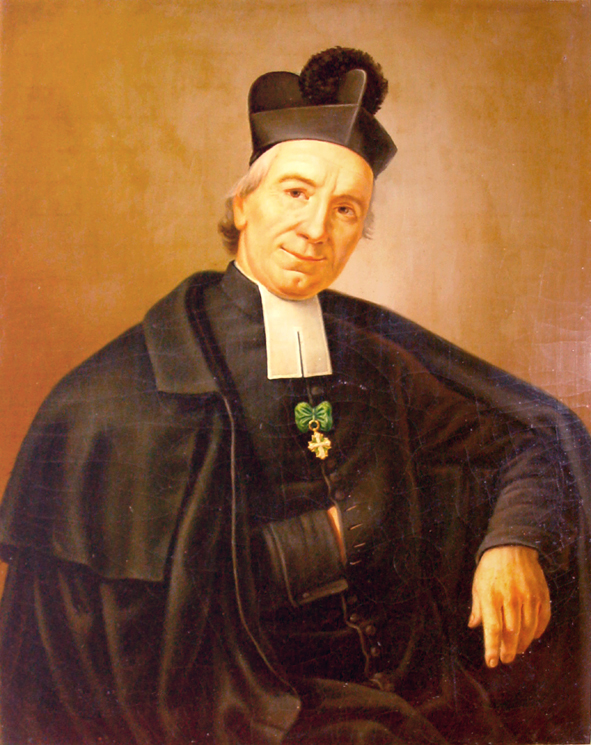
Giuseppe Benedetto Cottolengo

Nel 1828 Cottolengo diede inizio alla sua opera a favore degli ammalati poveri e, per l'assistenza ai ricoverati, organizzò una compagnia ispirata alle dame della carità di san Vincenzo de' Paoli, la cui direzione venne affidata a Marianna Nasi Pullino (1791-1832): orientate alla vita religiosa, il 15 agosto 1833 le prime aspiranti fecero la loro vestizione e il 6 gennaio 1834 le prime ventiquattro suore emisero i voti, dando inizio alla congregazione delle vincenzine (il gruppo più numeroso all'interno della Piccola Casa).
Nel 1841 Cottolengo fondò le suore della Divina Pastora, per l'educazione religiosa delle ricoverate; il successore di Cottolengo alla direzione dell'opera, Luigi Anglesio (1803-1881), nel 1848 fondò le suore sordomute del Sacro Cuore di Maria, specializzate nella confezione di paramenti sacri, e nel 1854 le suore di Santa Croce e quelle di Sant'Eliana, per la cucina e il bucato. A questi gruppi, tutti sorti all'interno della Piccola Casa, si aggiunsero le suore dell'Addolorata, fondate a Torino da Roberto Murialdo.
Alle sei congregazioni dedite all'apostolato attivo, se ne affiancavano altrettante per la preghiera contemplativa: le suore del Suffragio, fondate nel 1840 per pregare per le anime del Purgatorio; le suore della Pietà, sorte nel 1841 per pregare per gli agonizzanti e i moribondi; le carmelitane scalze, che dovevano pregare per il bene della Chiesa; le penitenti di Santa Taide, per la conversione delle prostitute; le suore del Sacro Cuore di Gesù, fondate nel 1852 per pregare per le gerarchie civili, e le adoratrici del Sangue di Cristo, sorte nel 1876 per la conversione dei peccatori.
I dodici gruppi sono stati uniti con il provvedimento della Congregazione per i religiosi del 20 giugno 1959 nella nuova congregazione delle suore di San Giuseppe Benedetto Cottolengo; il 29 agosto 1967 le religiose sono state organizzate in due rami (uno attivo e uno contemplativo). Le costituzioni dell'istituto sono state approvate definitivamente il 1º gennaio 1981.
Alle cottolenghine, nel 1971, è stata unita la congregazione torinese delle figlie di San Filippo Neri.

## Attività e diffusione
Le suore Cottolenghine continuano ad operare prevalentemente nel campo sociale e sanitario.
L'abito delle cottolenghine è nero, con colletto bianco e velo nero; portano un crocifisso d'argento sospeso a una catenina e la corona del Rosario al fianco. Le religiose del ramo contemplativo, inoltre, indossano uno scapolare nero.
Sono presenti in numerosi paesi di tutto il mondo: la sede generalizia è a Torino.
Al 31 dicembre 2008 la congregazione contava 1.912 religiose in 118 case.